# John Boardman (físico)
Jack Melton Boardman, comúnmente conocido como John Boardman, (Turlock, 8 de septiembre de 1932-Montgomery Village, Maryland, 29 de mayo de 2025) fue un físico estadounidense. Fue profesor de física en el Brooklyn College; un destacado aficionado a la ciencia ficción, autor y editor de fanzines; y una autoridad de juego.

## Primeros años
Obtuvo su licenciatura en la Universidad de Chicago en 1952 y su maestría en la Universidad Estatal de Iowa en 1956. Luego asistió a la Universidad Estatal de Florida para comenzar sus estudios de doctorado. Sin embargo, fue expulsado en 1957 debido a su participación en el Consejo Intercívico y más específicamente por invitar a tres estudiantes negros de intercambio de la Universidad Agrónoma y Mecánica de Florida a una fiesta de Navidad.
Finalmente recibió su doctorado en física en la Universidad de Siracusa en 1962; su tesis doctoral se tituló Cuantización de la Teoría General de la Relatividad. Sus publicaciones incluyen "Ondas gravitacionales esféricas" (una colaboración con Peter Bergmann, ex asistente de investigación de Albert Einstein), "Contribuciones al problema de cuantificación en la relatividad general", y "Los modos normales de un oscilador colgante de Orden N ".

## Carrera

### Juegos
Participó en los primeros juegos por correo (PBM) para el juego Diplomacy y, por una pequeña tarifa, enviaba copias de los turnos de cada jugador a todos los demás jugadores involucrados en el juego. Es una de las figuras más destacadas del juego de la diplomacia, habiendo establecido la configuración original del juego por correo en 1961, y también el sistema de numeración de cada juego con fines estadísticos. Estos números, conocidos como Números Boardman, incluyen el año y una letra que indica la secuencia. Por ejemplo, 2004A fue el primer juego que comenzó en 2004.
Inició la primera revista postal exitosa sobre Diplomacia, Graustark, en 1963 como una rama de su fanzine de ciencia ficción Knowable. Pronto, Graustark pasó de ser un simple boletín informativo con informes de juegos a una actividad de pasatiempo similar a los fanzines de ciencia ficción. Continuó produciendo Graustark durante casi 50 años y publicó el número 793 en junio de 2013.

### Ciencia ficción
Ha sido durante mucho tiempo un miembro activo del fandom de ciencia ficción, famoso por sus fuertes opiniones políticas; y ha sido objeto de al menos dos canciones filks: "To John Boardman in Brooklyn" y "All Hail to the Fan John B." Además de Knowable, sus fanzines de ciencia ficción han incluido Dagon y Anakreon.
La canción filksong de Boardman de 1961, "The Asteroid Light" (con la melodía de la canción marina " Eddystone Light") se ha reimpreso repetidamente, en lugares que van desde antologías de ciencia ficción (la antología de 1972 Futures Conditional ) hasta la revista Sing Out (V. 9, #1, pág. 24) hasta colecciones de música de protesta (Glazer, Tom . Songs of Peace, Freedom and Protest . Nueva York: David McKay, 1970). También se ha discutido con frecuencia en artículos sobre música filk.
También escribió una columna periódica, "Ciencia para la ciencia ficción", para los primeros doce números de la revista <i id="mwdw">Ares</i>.

## Vida personal
Después de haber sido residente del barrio Flatbush de Brooklyn, Nueva York, durante casi medio siglo (su casa fue utilizada como escenario en Malcolm X de Spike Lee), ahora vive en Frederick, Maryland. Su esposa, Perdita, que anteriormente estuvo casada con Ray Nelson, falleció el 26 de noviembre de 2017, después de una larga batalla contra la demencia.